# Sam Elliott

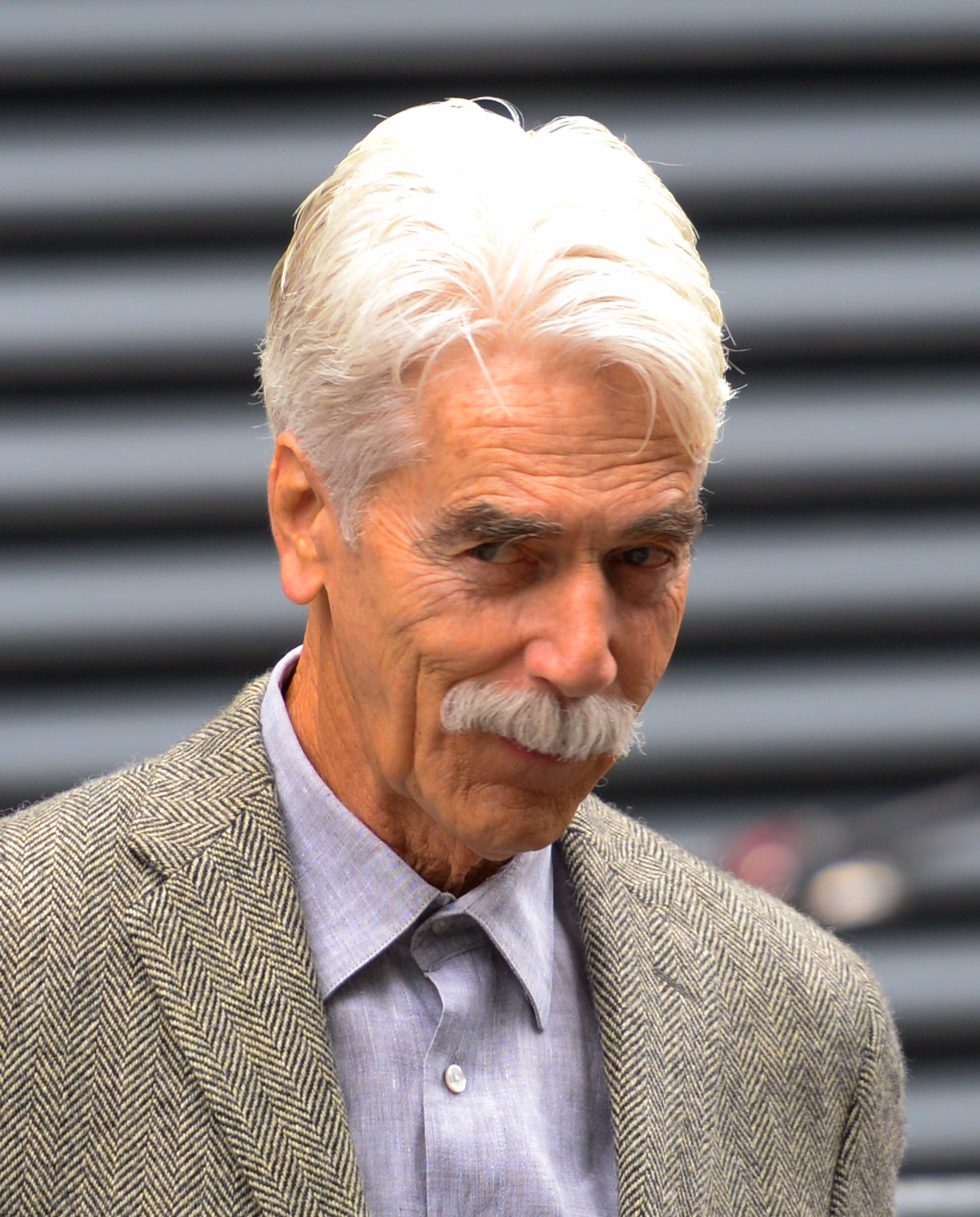
Sam Elliott (2018)

Samuel Pack „Sam“ Elliott (* 9. August 1944 in Sacramento, Kalifornien) ist ein US-amerikanischer Schauspieler und Fernsehproduzent. Er wurde vor allem durch seine markante Stimme bekannt, beispielsweise als Erzähler in The Big Lebowski.

## Leben
Sam Elliott studierte am Clark College in Vancouver im US-Bundesstaat Washington. Später trat er in einigen Theaterstücken auf. Elliott war in den Jahren 1970 bis 1971 in der Fernsehserie Kobra, übernehmen Sie zu sehen. Er produzierte den Fernsehfilm Conagher (1991), für den er ebenfalls das Drehbuch schrieb und in dem er die Hauptrolle spielte. Für diese Rolle wurde er für den Filmpreis Golden Globe nominiert, er gewann auch den Western Heritage Award in drei Kategorien.
Sein Schaffen für Film und Fernsehen seit Ende der 1960er Jahre umfasst etwa 100 Produktionen. Elliott spielte im Film Rufmord – Jenseits der Moral neben Gary Oldman, Joan Allen und Jeff Bridges, im Film Wir waren Helden neben Mel Gibson. Er war häufig in Western zu sehen.
Seine Mitwirkung in Bradley Coopers Musikfilm A Star Is Born brachte Elliott 2019 als Bester Nebendarsteller die erste Oscar-Nominierung seiner langen Karriere ein.
Synchronisiert wurde er in Filmen von verschiedenen deutschen Schauspielern, unter anderem von Reiner Schöne, z. B. in Hulk, Der Goldene Kompass und Ghost Rider. Im Film The Big Lebowski wird Elliott von Gunter Schoß synchronisiert. Seit 2019 synchronisiert er auch den fiktiven Cousin von Adam West – „Wild West“ – in der Animationsserie Family Guy. Dieser ist ihm vom Aussehen identisch nachempfunden.
Elliott ist seit 1984 mit der Schauspielerin und Kinderbuchautorin Katharine Ross verheiratet und hat eine Tochter.

## Filmografie (Auswahl)
- 1969: Planet der Giganten (Land of the Giants, Fernsehserie, eine Episode)
- 1969: Zwei Banditen (Butch Cassidy and the Sundance Kid)
- 1970–1971: Kobra, übernehmen Sie (Mission: Impossible, Fernsehserie, 13 Episoden)
- 1972: Frogs
- 1972: Molly und der Gesetzlose (Molly and Lawless John)
- 1974: Die Straßen von San Francisco (The Streets of San Francisco, Fernsehserie, Episode Clints letzter Ritt)
- 1975: Nevada Pass
- 1975: Ich kämpfe niemals wieder (I Will Fight No More Forever)
- 1976: Lifeguard
- 1978: Das Haus des Satans (The Legacy)
- 1979: Die Sacketts (The Sacketts, Miniserie)
- 1982: Die Schattenreiter (The Shadow Riders)
- 1983–1984: Kampf um Yellow Rose (The Yellow Rose, Fernsehserie, 22 Episoden)
- 1985: Die Maske (Mask)
- 1987: Er kam aus der Sonne (The Quick and the Dead)
- 1987: Fatal Beauty
- 1988: Blue Jean Cop
- 1989: Road House
- 1990: Jessica und das Rentier (Prancer)
- 1990: Eine fast anständige Frau (Sibling Rivalry)
- 1991: Fieberhaft (Rush)
- 1991: Conagher
- 1993: Gettysburg
- 1993: Tombstone
- 1994: Erbarmungslos gehetzt (The Desperate Trail)
- 1995: Die Abenteuer eines Sommers (The Ranger, the Cook and a Hole in the Sky)
- 1995: The Final Cut – Tödliches Risiko (The Final Cut)
- 1995: Buffalo Girls
- 1997: Rough Riders – Das furchtlose Regiment (Rough Riders)
- 1998: The Big Lebowski
- 1998: Hi-Lo Country (The Hi-Lo Country)
- 1999: Die Gesetzlosen des Westens (You know my name)
- 2000: Rufmord – Jenseits der Moral (The Contender)
- 2000: Fail Safe – Befehl ohne Ausweg (Fail Safe)
- 2002: Wir waren Helden (We Were Soldiers)
- 2003: Hulk
- 2005: Thank You for Smoking
- 2006: Avenger (Fernsehfilm)
- 2006: Alibi – Ihr kleines schmutziges Geheimnis ist bei uns sicher (The Alibi)
- 2006: Der tierisch verrückte Bauernhof (Barnyard, Stimme von Ben)
- 2007: Ghost Rider
- 2007: Der Goldene Kompass (The Golden Compass)
- 2009: Haben Sie das von den Morgans gehört? (Did You Hear About the Morgans?)
- 2009: Up in the Air
- 2010: Marmaduke (Stimme)
- 2010: Weihnachten des Herzens (November Christmas)
- 2011: The Big Bang
- 2012: The Company You Keep – Die Akte Grant (The Company You Keep)
- 2013–2015: Parks and Recreation (Fernsehserie, 2 Episoden)
- 2014: Draft Day
- 2015: Justified (Fernsehserie, 4 Episoden)
- 2015: Arlo & Spot (The Good Dinosaur, Stimme von Butch)
- 2015: Grandma
- 2016: Grace and Frankie (Fernsehserie, 4 Episoden)
- 2016–2020: The Ranch (Fernsehserie, 80 Episoden)
- 2017: The Hero
- 2018: The Man Who Killed Hitler and Then The Bigfoot
- 2018: A Star Is Born
- 2019: Susi und Strolch (Lady and the Tramp, Stimme von Trusty)
- seit 2019 Family Guy (Stimme/Aussehen von Bürgermeister Wild West)
- 2021–2022: 1883 (Fernsehserie)